# Two Eleven
Two Eleven é o sexto álbum de estúdio da cantora e compositora norte-americana Brandy. Foi lançado em 12 de outubro de 2012, na Alemanha e quatro dias depois nos Estados Unidos e Canadá, e foi distribuído pela RCA Records. O trabalho serve como o seu primeiro lançamento com a RCA, após a cantora ter abandonado a Epic Records, pouco tempo após do lançamento do seu álbum anterior, Human (2008). O título do disco é influenciado pela data de aniversário da artista, e também pela data da morte da cantora idolatrada por Norwood, Whitney Houston, que faleceu em 2 de Fevereiro. Os gêneros musicais presentes são o rhythm and blues, hip hop e pop.
Two Eleven é o primeiro álbum de Norwood em que ela trabalha com uma gama diversa de colaboradores, tais como os compositores Frank Ocean, Chris Brown e Drake, e os produtores Bangladesh, Jim Jonsin, Sean Garrett, Rico Love, entre outros. O primeiro single, "Put It Down", com participação de Chris Brown, foi lançado a 4 de Maio na loja digital iTunes Store. Na sua décima oitava semana consecutiva na tabela Hot R&B/Hip-Hop Songs, alcançou a terceira posição. O segundo single, "Wildest Dreams", foi lançado a 28 de agosto de 2012.

## Lançamento
Inicialmente, o álbum estava com data de lançamento prevista para Março de 2012, de acordo com a revista Billboard. Em Novembro de 2011, Sean Garrett anunciou via a revista Rap-Up que ele escreveu e co-produziu o primeiro single do disco, que ele esperava que fosse lançado antes de 25 de Dezembro de 2011 e que teria a participação de um rapper. Os planos caíram e a canção foi eventualmente adiada para que não colidisse com o lançamento de "It All Belongs to Me", um dueto de Monica e Norwood produzido por Rico Love. Seguindo os adiamentos do primeiro single, Maio de 2012 foi anunciado como a nova data. Depois, em Março de 2012, a cantora revelou o título do álbum e que o mesmo iria chegar às lojas em Junho do mesmo ano. O mês chegou e passou e foi substituído por uma nova data: 28 de Agosto de 2012. Isto foi mais tarde adiado mais uma vez para 2 de Outubro e mais tarde para 15 de Outubro de 2012.

## Referência do Titulo
O título é uma referência à data de aniversário de Norwood e o dia em que a sua ídola, Whitney Houston, faleceu. Norwood disse, sobre o título: "Alguns dos títulos em que eu estava a trabalhar eram Rebirth, Reincarnation, Reinvention, Resurrection [...] Eu apenas senti que Two Eleven descreve tudo isso. É o dia em que nasci, e em cada ano, eu evoluo e mudo com o tempo; ele também tem todo um significado diferente porque eu ganhei o meu anjo. O meu ícone é o meu anjo agora. Está tudo amarado nele e eu acho que ele representa o que eu sou e as responsabilidades que eu tenho a seguir em frente". A capa da edição deluxe é inteiramente idêntica à da edição padrão, mas é tingida em amarelo.

## Faixas
| Two Eleven — Edição padrão |                                          |                                                                       |                                   |         |  |
| N.º                        | Título                                   | Compositor(es)                                                        | Produtor(es)                      | Duração |  |
| 1.                         | "Intro"                                  | Roosevelt Harrell III                                                 | Bink                              | 0:57    |  |
| 2.                         | "Wildest Dreams"                         | Sean Garrett Justin Henderson Christoper Whitacre                     | The Bizness Garrett               | 4:25    |  |
| 3.                         | "So Sick"                                | Garrett Shondrae Crawford                                             | Mr. Bangladesh Garrett            | 4:31    |  |
| 4.                         | "Slower"                                 | Chris Brown Brandy Norwood Breyon Prescott Amber Streeter Dave Taylor | Switch                            | 2:57    |  |
| 5.                         | "No Such Thing as Too Late"              | Rico Love Jim Jonsin Danny Morris                                     | Jonsin Love Morris                | 4:01    |  |
| 6.                         | "Let Me Go"                              | Crawford Garrett Lykke Zachrisson Björn Yttling                       | Mr. Bangladesh Garrett            | 3:17    |  |
| 7.                         | "Without You"                            | Eric Bellinger Courtney Harrell Norwood Prescott Harmony Samuels      | Samuels                           | 4:21    |  |
| 8.                         | "Put It Down" (com part. de Chris Brown) | Dwayne Abernathy Brown Crawford Garrett                               | Mr. Bangladesh Garrett Dem Jointz | 4:06    |  |
| 9.                         | "Hardly Breathing"                       | Love Pierre Medor                                                     | Love Medor                        | 3:55    |  |
| 10.                        | "Do You Know What You Have?"             | Garrett Norwood Prescott Pierre Slaughter Michael Williams II         | Mike Will Made It P-Nasty         | 3:28    |  |
| 11.                        | "Scared of Beautiful"                    | Christopher Breaux Warryn Campbell Prescott                           | Campbell Prescott                 | 3:46    |  |
| 12.                        | "Wish Your Love Away"                    | Brandon Johnson Tiyon "TC" Mack Ryuichi Sakamoto Mario Winans         | Winans Johnson                    | 3:19    |  |
| 13.                        | "Paint This House"                       | Love Eric Goody II Earl Hood Medor                                    | Love Earl & E Medor               | 3:59    |  |
| 14.                        | "Outro"                                  | Harrell III                                                           | Bink                              | 0:57    |  |
| Duração total:             | Duração total:                           | Duração total:                                                        | Duração total:                    | 47:55   |  |

| Two Eleven — Edição deluxe |                        |                       |                        |         |  |
| N.º                        | Título                 | Compositor(es)        | Produtor(es)           | Duração |  |
| 14.                        | "Can You Hear Me Now?" | Love Nathaniel Hills  | Danja Love             | 5:00    |  |
| 15.                        | "Music"                | Mike Flowers Prescott | Mike City              | 4:19    |  |
| 16.                        | "What You Need"        | Crawford Garrett      | Mr. Bangladesh Garrett | 3:08    |  |
| 17.                        | "Outro"                | Harrell III           | Bink                   | 0:57    |  |
| Duração total:             | Duração total:         | Duração total:        | Duração total:         | 60:22   |  |

## Histórico de lançamento
| Região         | Data                  | Edição              | Formato              | Gravadora                            |
| -------------- | --------------------- | ------------------- | -------------------- | ------------------------------------ |
| Austrália      | 12 de outubro de 2012 | Padrão, Deluxe      | CD, download digital | Sony Music Entertainment             |
| Bélgica        | 12 de outubro de 2012 | Padrão, Deluxe      | CD, download digital | Sony Music Entertainment             |
| Finlândia      | 12 de outubro de 2012 | Padrão, Deluxe      | CD, download digital | Sony Music Entertainment             |
| Estónia        | 12 de outubro de 2012 | Padrão, Deluxe      | CD, download digital | Sony Music Entertainment             |
| Alemanha       | 12 de outubro de 2012 | Padrão, Deluxe      | CD, download digital | Sony Music Entertainment             |
| Irlanda        | 12 de outubro de 2012 | Padrão, Deluxe      | CD, download digital | Sony Music Entertainment             |
| Luxemburgo     | 12 de outubro de 2012 | Padrão, Deluxe      | CD, download digital | Sony Music Entertainment             |
| Países Baixos  | 12 de outubro de 2012 | Padrão, Deluxe      | CD, download digital | Sony Music Entertainment             |
| Noruega        | 12 de outubro de 2012 | Padrão, Deluxe      | CD, download digital | Sony Music Entertainment             |
| Roménia        | 12 de outubro de 2012 | Padrão, Deluxe      | CD, download digital | Sony Music Entertainment             |
| Eslováquia     | 12 de outubro de 2012 | Padrão, Deluxe      | CD, download digital | Sony Music Entertainment             |
| Eslovênia      | 12 de outubro de 2012 | Padrão, Deluxe      | CD, download digital | Sony Music Entertainment             |
| Suécia         | 12 de outubro de 2012 | Padrão, Deluxe      | CD, download digital | Sony Music Entertainment             |
| Suíça          | 12 de outubro de 2012 | Padrão, Deluxe      | CD, download digital | Sony Music Entertainment             |
| Bulgária       | 15 de outubro de 2012 | Padrão, Deluxe      | CD, download digital | Sony Music Entertainment             |
| Chéquia        | 15 de outubro de 2012 | Padrão, Deluxe      | CD, download digital | Sony Music Entertainment             |
| Dinamarca      | 15 de outubro de 2012 | Padrão, Deluxe      | CD, download digital | Sony Music Entertainment             |
| França         | 15 de outubro de 2012 | Padrão, Deluxe      | CD, download digital | Sony Music Entertainment             |
| Hong Kong      | 15 de outubro de 2012 | Padrão, Deluxe      | CD, download digital | Sony Music Entertainment             |
| Hungria        | 15 de outubro de 2012 | Padrão, Deluxe      | CD, download digital | Sony Music Entertainment             |
| Filipinas      | 15 de outubro de 2012 | Padrão, Deluxe      | CD, download digital | Sony Music Entertainment             |
| Portugal       | 15 de outubro de 2012 | Padrão, Deluxe      | CD, download digital | Sony Music Entertainment             |
| Reino Unido    | 15 de outubro de 2012 | Padrão, Deluxe      | CD, download digital | Sony Music Entertainment             |
| Vietname       | 15 de outubro de 2012 | Padrão, Deluxe      | CD, download digital | Sony Music Entertainment             |
| Brasil         | 16 de outubro de 2012 | Padrão, Deluxe      | CD, download digital | Sony Music Entertainment             |
| Itália         | 16 de outubro de 2012 | Padrão, Deluxe      | CD, download digital | Sony Music Entertainment             |
| México         | 16 de outubro de 2012 | Padrão, Deluxe      | CD, download digital | Sony Music Entertainment             |
| Espanha        | 16 de outubro de 2012 | Padrão, Deluxe      | CD, download digital | Sony Music Entertainment             |
| Estados Unidos | 16 de outubro de 2012 | Padrão, Deluxe      | CD, download digital | Chameleon Entertainment, RCA Records |
| Canadá         | 16 de outubro de 2012 | Padrão, Deluxe      | CD, download digital | Sony Music Canada                    |
| Japão          | 24 de outubro de 2012 | Edição de 17 faixas | CD, download digital | Sony Music Japan                     |